# تصفيات كأس العالم 2006 – أوروبا المجموعة 5
المجموعة الخامسة من تصفيات أوروبا المؤهلة إلى بطولة كأس العالم لكرة القدم 2006 في ألمانيا ضمت منتخبات روسيا البيضاء، إيطاليا، مولدوفا، النرويج، إسكتلندا، وسلوفينيا .
حقق منتخب إيطاليا المركز الأول وتأهل مباشرة إلى بطولة كأس العالم بينما احتل منتخب النرويج المركز الثاني وانتقل إلى الملحق الأوروبي .

## الترتيب
| المنتخب  | لعب | الفوز | التعادل | الخسارة | له | عليه | الفارق | النقاط |
| -------- | --- | ----- | ------- | ------- | -- | ---- | ------ | ------ |
| إيطاليا  | 10  | 7     | 2       | 1       | 17 | 8    | +9     | 23     |
| النرويج  | 10  | 5     | 3       | 2       | 12 | 7    | +5     | 18     |
| إسكتلندا | 10  | 3     | 4       | 3       | 9  | 7    | +2     | 13     |
| سلوفينيا | 10  | 3     | 3       | 4       | 10 | 13   | −3     | 12     |
| بيلاروس  | 10  | 2     | 4       | 4       | 12 | 14   | −2     | 10     |
| مولدوفا  | 10  | 1     | 2       | 7       | 5  | 16   | −11    | 5      |

## النتائج
| سلوفينيا                      | 3 – 0     | مولدوفا |
| ----------------------------- | --------- | ------- |
| ميلنكو أسيموفيتش 5'، 27'، 48' | (التقرير) |         |

| إيطاليا                            | 2 – 1     | النرويج     |
| ---------------------------------- | --------- | ----------- |
| دانييلي دي روسي 4' · لوكا توني 80' | (التقرير) | جون كارو 1' |

| إسكتلندا | 0 – 0     | سلوفينيا |
| -------- | --------- | -------- |
|          | (التقرير) |          |

| النرويج        | 1 – 1     | بيلاروس            |
| -------------- | --------- | ------------------ |
| فيدار ريسث 39' | (التقرير) | فيتالي كوتوزوف 78' |

| مولدوفا | 0 – 1     | إيطاليا                |
| ------- | --------- | ---------------------- |
|         | (التقرير) | أليساندرو دل بييرو 32' |

| إسكتلندا | 0 – 1     | النرويج                      |
| -------- | --------- | ---------------------------- |
|          | (التقرير) | ستيفن إيفرسن 54' (ركلة جزاء) |

| بيلاروس                                                                              | 4 – 0     | مولدوفا |
| ------------------------------------------------------------------------------------ | --------- | ------- |
| سيرجي أومليانتشوك 45' · فيتالي كوتوزوف 65' · فيتال بوليها 75' · مكسيم روماتشينكو 91' | (التقرير) |         |

| سلوفينيا          | 1 – 0     | إيطاليا |
| ----------------- | --------- | ------- |
| بوشتيان سيزار 82' | (التقرير) |         |

| النرويج                                               | 3 – 0     | سلوفينيا |
| ----------------------------------------------------- | --------- | -------- |
| جون كارو 7' · مورتن بيدرسن 60' · ألكسندر أوديجارد 89' | (التقرير) |          |

| مولدوفا        | 1 – 1     | إسكتلندا          |
| -------------- | --------- | ----------------- |
| سيرغي دادو 28' | (التقرير) | ستيفن تومبسون 31' |

| إيطاليا                                                                           | 4 – 3     | بيلاروس                                      |
| --------------------------------------------------------------------------------- | --------- | -------------------------------------------- |
| فرانشيسكو توتي 26' (ركلة جزاء)، 74' · دانييلي دي روسي 32' · ألبيرتو جيلاردينو 86' | (التقرير) | مكسيم روماتشينكو 52'، 88' · فيتال بوليها 76' |

| إيطاليا               | 2 – 0     | إسكتلندا |
| --------------------- | --------- | -------- |
| أندريا بيرلو 35'، 84' | (التقرير) |          |

| سلوفينيا           | 1 – 1     | بيلاروس              |
| ------------------ | --------- | -------------------- |
| ألكسندر روديتش 44' | (التقرير) | أليكساندر كولتشي 49' |

| مولدوفا | 0 – 0     | النرويج |
| ------- | --------- | ------- |
|         | (التقرير) |         |

| إسكتلندا                               | 2 – 0     | مولدوفا |
| -------------------------------------- | --------- | ------- |
| كريستيان دايلي 52' · جايمس ماكفادن 88' | (التقرير) |         |

| بيلاروس             | 1 – 1     | سلوفينيا        |
| ------------------- | --------- | --------------- |
| فالنتين بلكفيتش 18' | (التقرير) | ناستيا تشيه 17' |

| النرويج | 0 – 0     | إيطاليا |
| ------- | --------- | ------- |
|         | (التقرير) |         |

| بيلاروس | 0 – 0     | إسكتلندا |
| ------- | --------- | -------- |
|         | (التقرير) |          |

| إسكتلندا      | 1 – 1     | إيطاليا         |
| ------------- | --------- | --------------- |
| كيني ميلر 13' | (التقرير) | فابيو غروسو 76' |

| مولدوفا                 | 2 – 0     | بيلاروس |
| ----------------------- | --------- | ------- |
| سيرجي روغاسيوف 17'، 49' | (التقرير) |         |

| سلوفينيا                                    | 2 – 3     | النرويج                                               |
| ------------------------------------------- | --------- | ----------------------------------------------------- |
| سيباستيان سيميروتيتش 4' · أنطون تشلوغار 83' | (التقرير) | جون كارو 3' · كلاوس لوندكفام 23' · مورتن بيدرسن 90+2' |

| النرويج             | 1 – 2     | إسكتلندا           |
| ------------------- | --------- | ------------------ |
| أولي مارتن أرست 89' | (التقرير) | كيني ميلر 20'، 30' |

| بيلاروس           | 1 – 4     | إيطاليا                                       |
| ----------------- | --------- | --------------------------------------------- |
| فيتالي كوتوزوف 4' | (التقرير) | لوكا توني 6'، 13'، 55' · ماورو كامورانيزي 45' |

| مولدوفا            | 1 – 2     | سلوفينيا                            |
| ------------------ | --------- | ----------------------------------- |
| سيرجي روغاسيوف 31' | (التقرير) | كلمن لافريتش 47' · ماتي مافريتش 58' |

| إسكتلندا | 0 – 1     | بيلاروس           |
| -------- | --------- | ----------------- |
|          | (التقرير) | فيتالي كوتوزوف 5' |

| النرويج             | 1 – 0     | مولدوفا |
| ------------------- | --------- | ------- |
| سيجورد روشفيلدت 50' | (التقرير) |         |

| إيطاليا              | 1 – 0     | سلوفينيا |
| -------------------- | --------- | -------- |
| كريستيان زاكاردو 78' | (التقرير) |          |

| إيطاليا                                    | 2 – 1     | مولدوفا            |
| ------------------------------------------ | --------- | ------------------ |
| كريستيان فييري 70' · ألبيرتو جيلاردينو 85' | (التقرير) | ألكسندر غاتكان 76' |

| سلوفينيا | 0 – 3     | إسكتلندا                                             |
| -------- | --------- | ---------------------------------------------------- |
|          | (التقرير) | دارين فليتشير 4' · جيمس مكفادين 47' · بول هارتلي 84' |

| بيلاروس | 0 – 1     | النرويج             |
| ------- | --------- | ------------------- |
|         | (التقرير) | ثورستين هيلستاد 74' |

## الهدافون
| المركز | اللاعب            | المنتخب  | الأهداف |
| ------ | ----------------- | -------- | ------- |
| 1      | فيتالي كوتوزوف    | بيلاروس  | 4       |
| 1      | لوكا توني         | إيطاليا  | 4       |
| 3      | مكسيم روماتشينكو  | بيلاروس  | 3       |
| 3      | سيرجي روغاسيوف    | مولدوفا  | 3       |
| 3      | جون كارو          | النرويج  | 3       |
| 3      | كيني ميلر         | إسكتلندا | 3       |
| 3      | ميلنكو أسيموفيتش  | سلوفينيا | 3       |
| 8      | فيتال بوليغا      | بيلاروس  | 2       |
| 8      | دانييلي دي روسي   | إيطاليا  | 2       |
| 8      | فرانشيسكو توتي    | إيطاليا  | 2       |
| 8      | ألبيرتو جيلاردينو | إيطاليا  | 2       |
| 8      | أندريا بيرلو      | إيطاليا  | 2       |
| 8      | مورتن بيدرسن      | النرويج  | 2       |
| 8      | جيمس مكفادين      | إسكتلندا | 2       |